# 锦湖街道
锦湖街道是中华人民共和国浙江省温州市瑞安市下辖的一个街道办事处。

## 行政区划
锦湖街道下辖以下村级行政区划单位：
桃源社区、虹北社区、城西社区、横山社区、河埭桥社区、瑞湖社区、集云社区和礁石社区。